# Vipprams
Vipprams (Maianthemum racemosum) är en art i familjen sparrisväxter. Arten förekommer naturligt i centrala och östra Nordamerika, men odlas ibland som trädgårdsväxt i Sverige.

## Synonymer
subsp. racemosum
Convallaria ciliata (Desf.) Poiret
Convallaria racemosa L.
Polygonastrum racemosum (L.) Moench
Smilacina ciliata Desfontaines
Smilacina flexicaulis Wender.
Smilacina racemosa (L.) Desfontaines
Smilacina racemosa f. foliosa Vict.
Smilacina racemosa var. cylindrata Fernald
Smilacina racemosa var. lanceolata B.Boivin
Smilacina racemosa var. typica Fernald
Tovaria racemosa (L.) Neck. ex Baker
Unifolium racemosum (L.) Britton
Vagnera australis Rydberg ex Small
Vagnera racemosa (L.) Morong
Vagnera retusa Rafinesque
subsp. amplexicaule (Nuttall) LaFrankie, 1986
Smilacina amplexicaulis Nuttall
Smilacina amplexicaulis var. glabra Macbride
Smilacina amplexicaulis var. jenkinsii B.Boivin
Smilacina amplexicaulis var. ovata B.Boivin
Smilacina racemosa var. amplexicaulis (Nuttall) S.Watson
Styrandra amplexicaulis (Nuttall) Raf.
Unifolium amplexicaule (Nuttall) Greene
Vagnera amplexicaulis (Nuttall) Greene
Vagnera amplexicaulis var. brachystyla A.Heller
Vagnera amplexicaulis var. glabra Abrams
Vagnera pallescens Greene